# Sten Olsson
För andra betydelser, se Sten Olsson (olika betydelser).
Sten Olsson, född 1953, är en svensk socialdemokratisk funktionär och ämbetsman.

## Biografi
Olsson växte upp i ett socialdemokratiskt hem, där hans far var rektor på dåvarande LO-skolan i Åkersberga. Han var under ungdomstiden aktiv i SSU i Stockholms län. Under 1980-talet var Olsson sedan anställd som ombudsman i Stockholms läns socialdemokratiska partidistrikt och vid partistyrelsen. Åren 1992–1994 var han biträdande partisekreterare när Mona Sahlin var partisekreterare. 1994–1998 var han chef för den socialdemokratiska riksdagsgruppens kansli, 1998–2002 tjänstgjorde han i Statsrådsberedningen som politiskt sakkunnig och Pär Nuders ställföreträdare. Under denna tid blev Olsson någon av Göran Perssons särskilde problemlösare.
Olsson var sedan Pär Nuders (även han med bakgrund i Åkersberga) närmsta medarbetare och statssekreterare på såväl Statsrådsberedningen (2002–2004) som Finansdepartementet (2004–2006). Olsson var under sin tid som statssekreterare ordförande i Vasallen AB, statens fastighetsbolag för omvandling av inte längre behövliga försvarsfastigheter. Sten Olsson var från 2014 och fram till den så kallade Lotteriskandalen i september 2024 styrelseordförande för Socialdemokraternas bolag Kombispel. Lotteriskandalen ledde till omedelbart avskedande av verkställande direktören för bolaget och att styrelsen avsattes av ägaren Socialdemokraterna.
Olsson hade under 1990-talet kommunalpolitiska uppdrag i Södertälje. 1998 var han kandidat till posten som kommunalråd och kommunstyrelsens ordförande, men fick träda åt sidan till förmån för Anders Lago. Olsson var från 2007 verksam som konsult i egen firma. 2016 tillträdde han som verkställande direktör i Nyköping-Östgötalänken AB. Han var tidigare gift med den socialdemokratiska riksdagsledamoten Britt Bohlin.